# Jakob Singer (Baumeister, 1685)
Jakob Singer (* 23. Juli 1685 in Götzens; † 1760) war ein österreichischer Barockbaumeister, der hauptsächlich im Tiroler Unterland und im Pinzgau tätig war.

## Leben
Jakob Singer stammte aus Götzens, das ab etwa 1700 ein Zentrum von ländlichen Baumeistern, Maurern und Stuckateuren war, die im ganzen Land tätig waren. Ab 1726 betrieb er in Schwaz ein großes Baugeschäft, in dem sein Bruder, der Stuckateur Hans Singer, mitarbeitete. Nach dessen Tod 1740 übernahm Jakob Singers Sohn Kassian die Arbeit des Stuckateurs. Dieser eröffnete 1746 einen eigenen Baubetrieb in Kitzbühel, der nach seinem Tod 1759 von Andreas Hueber weiter geführt wurde.
Jakob Singer war für zahlreiche Barockisierungen und Neubauten von Kirchen und Profanbauten im Tiroler Unterland und im Pinzgau verantwortlich. Er entwickelte einen einfachen Typ der Barockkirche für den ländlichen Raum, bestehend aus einem vierjochigen Langhaus und einem eingezogenen halbrund schließenden Chor. Das Innere weist ein Stichkappengewölbe auf einfachen Wandpfeilern mit stukkierten Kapitellen auf. Ein durchlaufendes Gesims fehlt meist. Mit diesem einfachen Typ und durch das Zusammenwirken von Architektur, Stuck und Freskomalerei konnten die Bauten zu Kosten, die auch für kleinere Landgemeinden leistbar waren, verwirklicht werden. Für die Malereien arbeitete Jakob Singer häufig mit den Schwazer Malern Johann Georg Höttinger und Christoph Anton Mayr zusammen.

## Werke

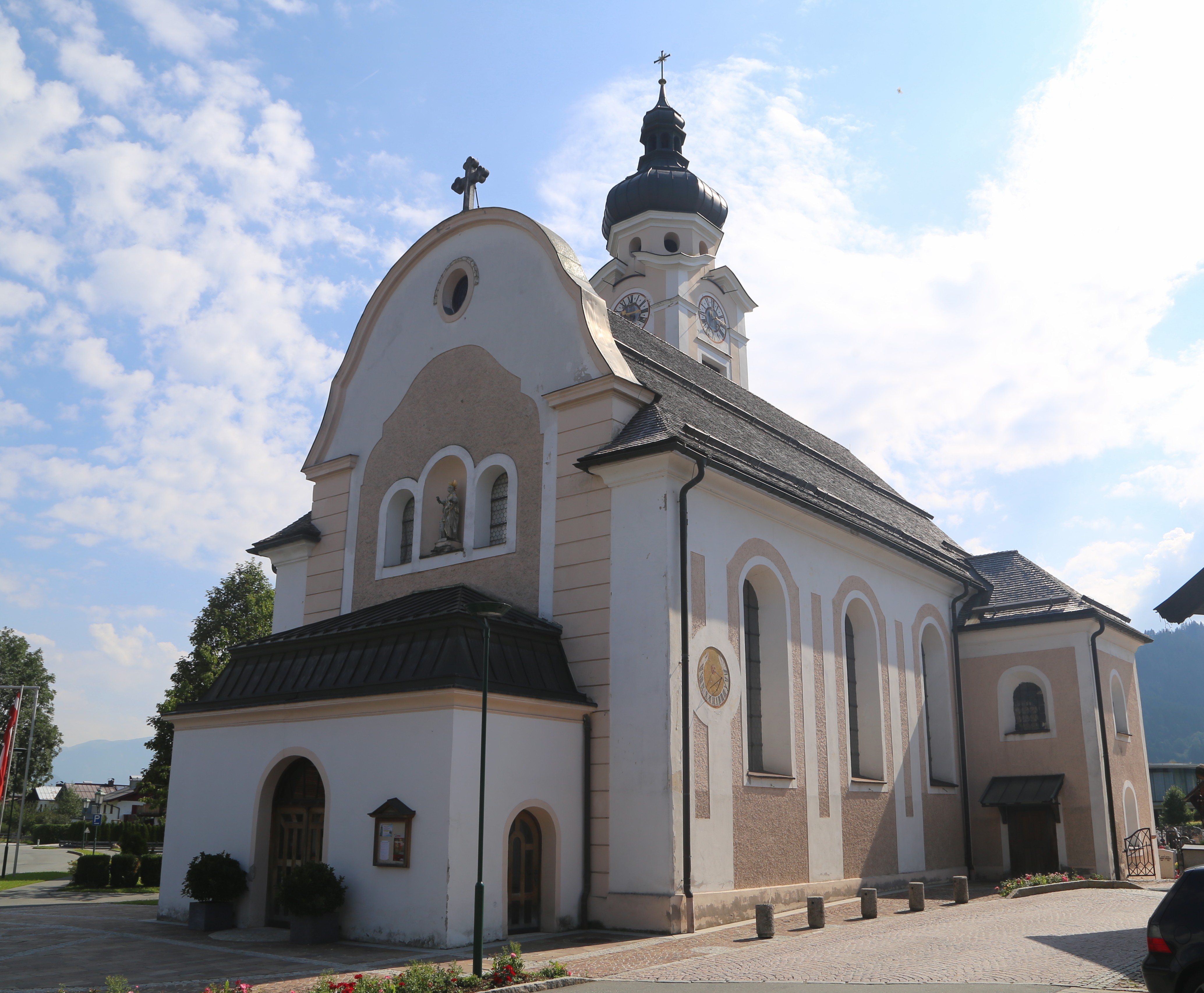
Pfarrkirche Oberndorf

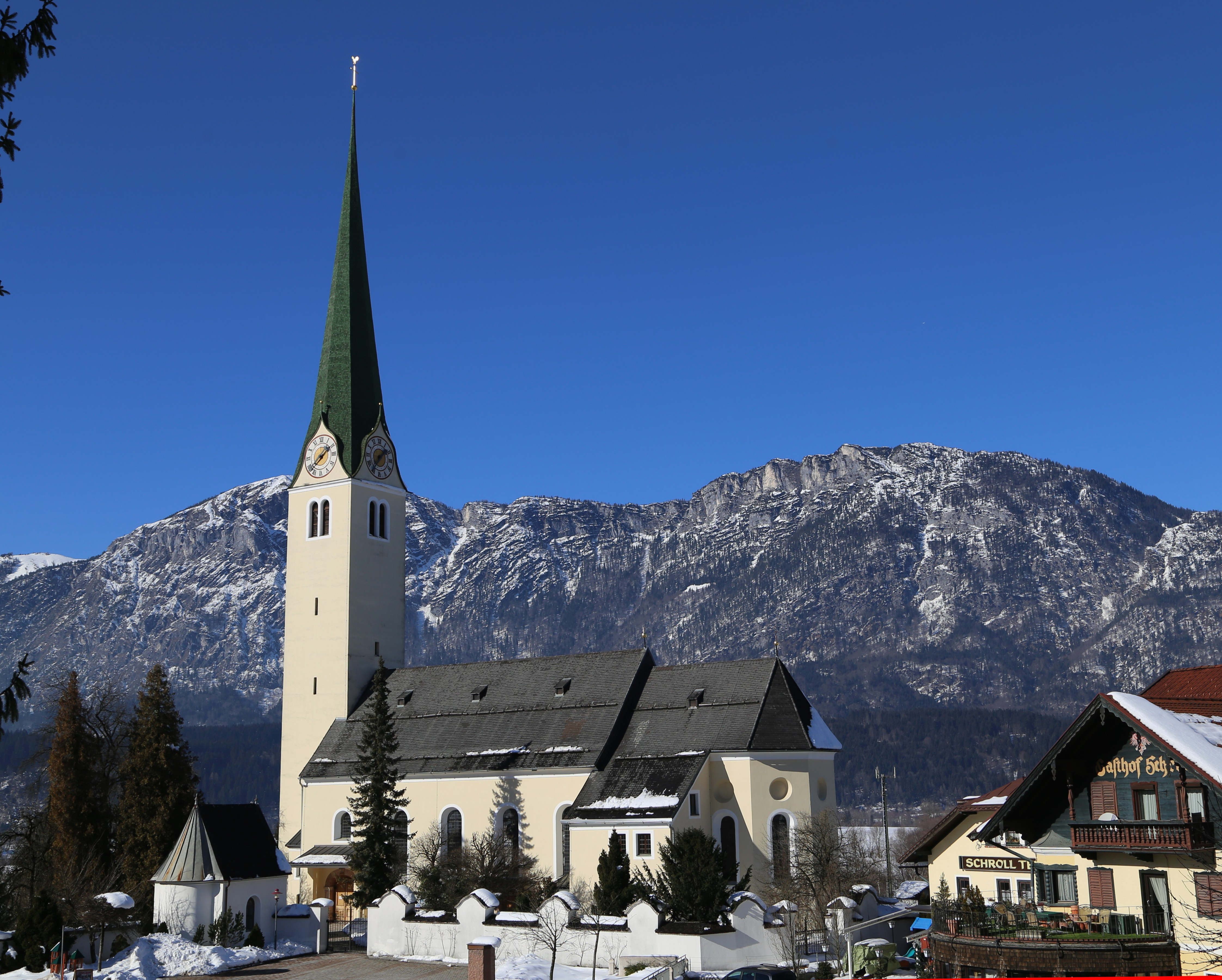
Pfarrkirche Kirchbichl

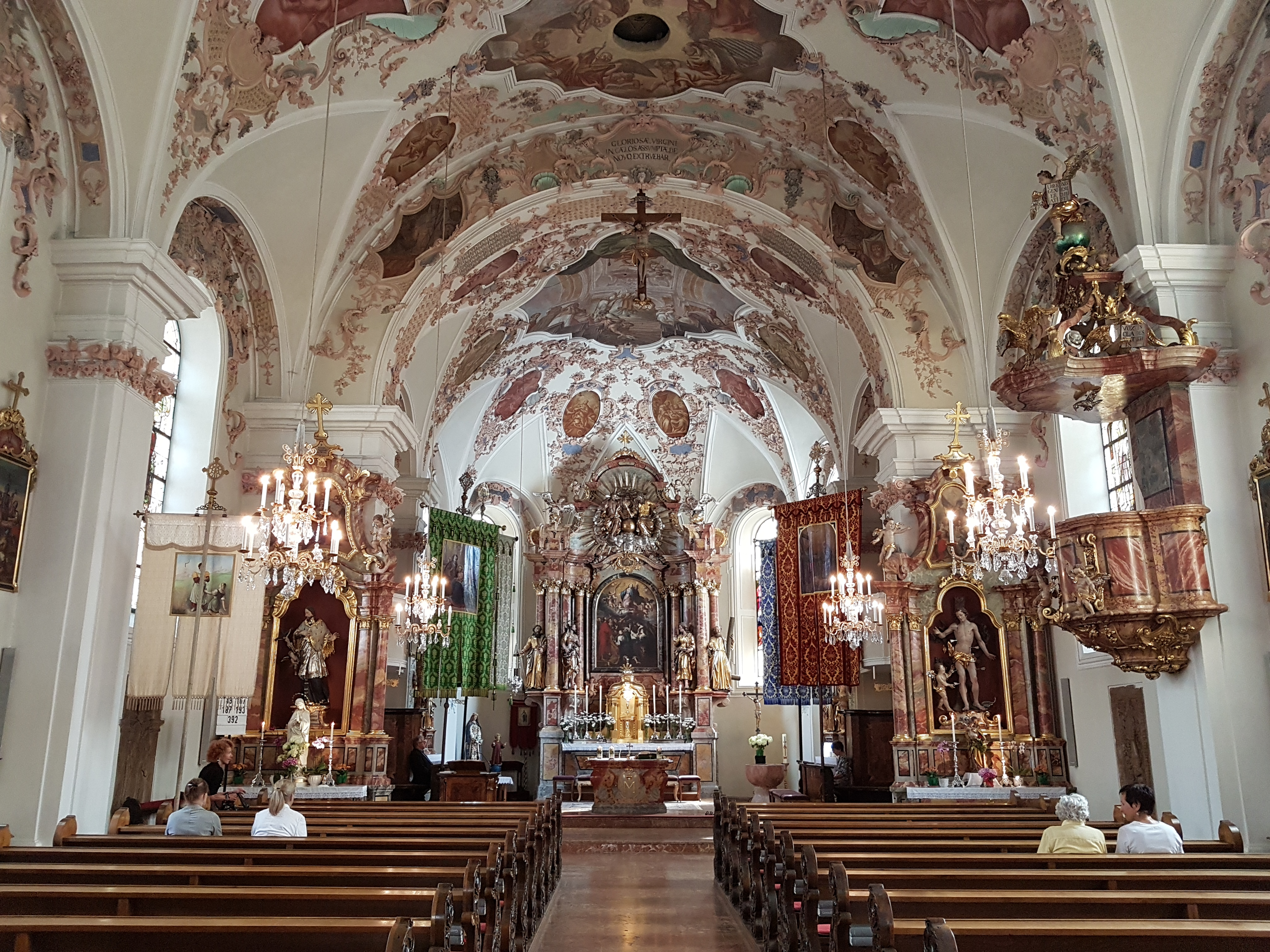
Pfarrkirche Kundl

### Kirchen
- Pfarrkirche Stans (Barockisierung), 1726
- Pfarrkirche Schwaz (Barockisierung), 1728–1730
- Annakapelle, Mittersill (Barockisierung), 1729
- Pfarrkirche Jenbach (Barockisierung), 1730–1735
- Pfarrkirche Hollersbach im Pinzgau (Umbau), 1731 (1893 abgetragen und neu gebaut)
- Rerobichl-Kapelle, Oberndorf in Tirol, 1732
- Pfarrkirche Oberndorf in Tirol (Neubau), 1733/1734
- Pfarrkirche Kirchbichl (Neubau), 1733–1735
- Pfarrkirche Kundl (Neubau), 1734–1736
- Franziskanerkirche Schwaz (Barockisierung), 1735
- Pfarrkirche Westendorf (Barockisierung), 1735
- Liebfrauenkirche Kitzbühel (Barockisierung), 1735–1738
- Kapelle am Penningberg bei Hopfgarten im Brixental, 1736
- Pfarrkirche Strass im Zillertal (Verlängerung und Barockisierung), 1736/1737
- Pfarrkirche Kirchberg in Tirol (Barockisierung), 1737
- Pfarrkirche Wörgl (Neubau), um 1740
- Pfarrkirche Niederau (Barockisierung), um 1740
- Pfarrkirche Ellmau (Neubau), 1740–1746
- Stiftskirche Fiecht (Neubau nach Plänen Kassian Singers), 1741–1750
- Pfarrkirche Leogang (Neubau), 1745
- Pfarrkirche Angath (Neubau), 1746–1747
- Pfarrkirche Münster (Neubau), 1747
- Pfarrkirche Achenkirch (Neubau), 1748–1750
- Pfarrkirche Pill (Barockisierung zugeschrieben)
- Pfarrkirche Schlitters (Barockisierung zugeschrieben)

### Profanbauten

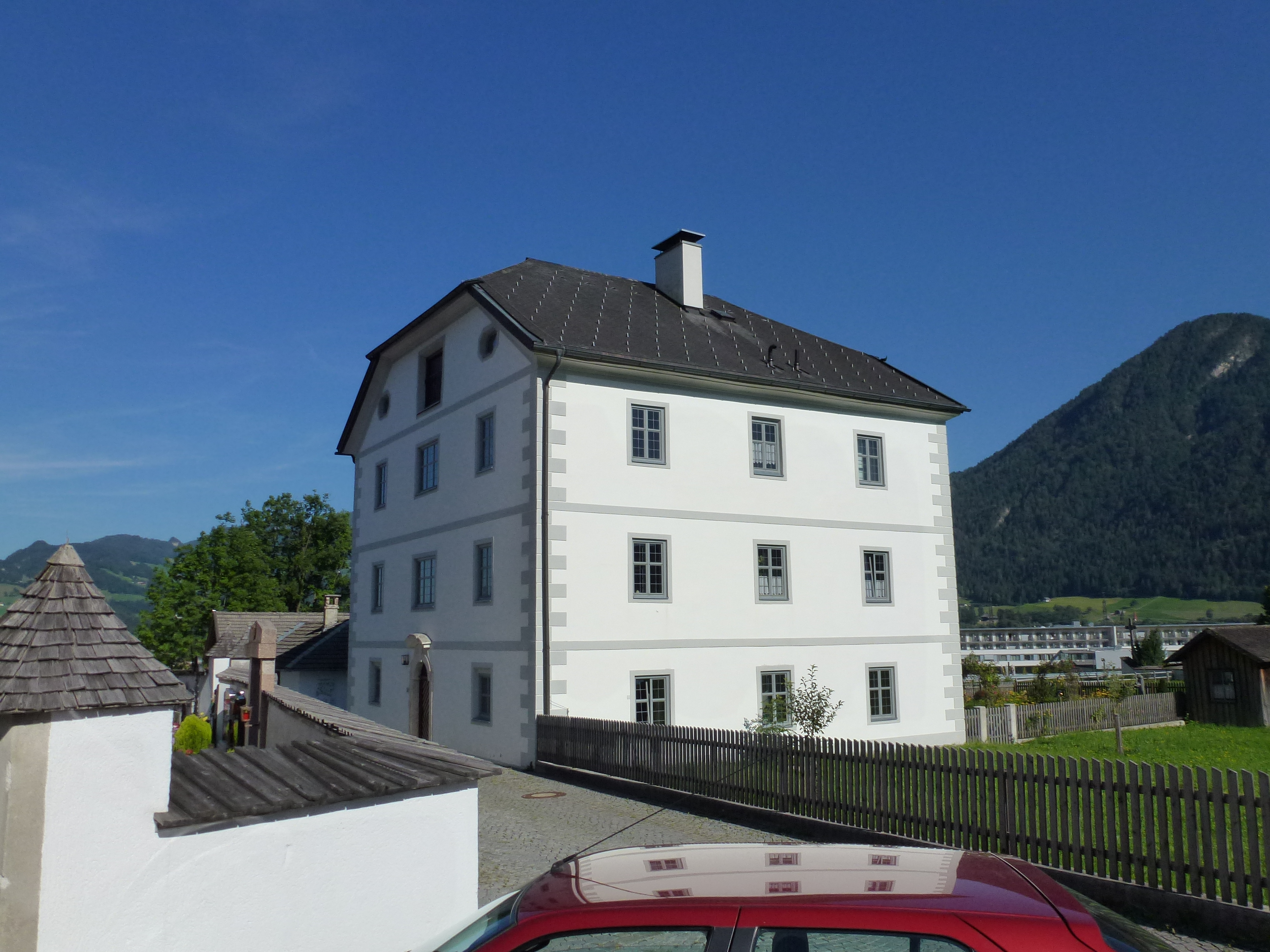
Widum Münster

- Palais Pfeiffersberg, Innsbruck (Ausführung, möglicherweise auch Planung), nach 1712
- Vikariatshaus (heute Pfarrhof), Neukirchen am Großvenediger, 1732–1734
- Trueferhaus, Schwaz (Um- oder Neubau), 1749[1]
- Widum Münster, um 1755/56[2]
- Widum Eben am Achensee
- Bruderhaus der Bergknappen, Kitzbühel
- Schloss Stumm (Umbau innen)
- Hüttenwerke in Schwaz, Jenbach, Jochberg, und Litzlfelden bei Kirchdorf (nicht erhalten)
- Bierbrauerei Voglsanger, St. Johann in Tirol (nicht erhalten)